# Remparts de Milan
Les remparts de Milan désignent les trois ensembles de fortification dont a été successivement dotée la ville de Milan, en Italie, au cours de l'Histoire.
Les plus anciens remparts, datant de l'époque romaine, ont été bâtis en deux phases : la première pendant la République, la deuxième pendant l'ère impériale.
Le deuxième système de fortifications fut mis en place au XIIe siècle, après la destruction de la cité par Frédéric Ier Barberousse.
Enfin, la dernière enceinte fut construite par les autorités espagnoles au XVIe siècle.
S'il reste peu de vestiges de ces différentes fortifications, leur structure se retrouve très clairement dans la trame urbaine de la ville. Plus particulièrement, la ville moderne de Milan possède deux anneaux à peu près circulaires de rues (le Cerchia dei Navigli et le Cerchia dei Bastioni), correspondant en majeure partie aux murailles médiévales (pour le premier) et espagnoles (pour le deuxième).

## Les enceintes romaines

### L'enceinte républicaine
La plus ancienne enceinte de la ville fut construite lorsque Mediolanum devint une municipe romaine, en 49 av. J.-C. Elle était de forme grossièrement carrée, chacun des côtés faisant environ 700 m de long. Le mur était percé de six portes principales, usuellement dénommées Porta Romana (Piazza Missori), Porta Ticinese (à Carrobbio), Porta Vercellina (Santa Maria alla Porta), Porta Orientale (ou Porta Argentea, sur la via San Paolo), Porta Jovia (sur la via San Giovanni sul Muro) et Porta Cumana (à la fin de la via Broletto, entre les rues Cusani et del Lauro).
Il est à noter que certains de ces noms désignent également des portes appartenant à des murailles postérieures à l'enceinte républicaine.

### L'enceinte de Maximien
Pendant l'Empire, alors que Mediolanum était la capitale de l'Empire romain d'Occident, l'empereur Maximien Hercule agrandit la zone fortifiée : à l'Est, celle-ci devait inclure les thermes d'Hercule (situés dans les environs des actuelles Piazza San Babila, Piazza Fontana, et du Corso Europa). A l'Ouest, l'enceinte englobait l'amphithéâtre. Au total, le nouveau mur ceinturait une aire de plus de 100 hectares.
Deux portes furent ajoutées, connues ensuite sous les noms de Porta Nuova (désormais à l'angle des via Manzoni et via Montenapoleone) et Porta Tonsa (dans le quartier dénommé Verziere).

### Vestiges
Plusieurs tronçons des murailles romaines sont encore conservés in situ, dont :
- une partie d'une des tours du Ier siècle de la Porta Ticinese, dans la partie nord de Carrobbio, en partie incluse dans les bâtiments modernes ;
- un tronçon du mur républicain dans le sous-sol de quelques bâtiments de San Vito ;
- une tour de l'enceinte de Maximien et un morceau de courtine dans le jardin d'un bâtiment de la via Medici ;
- une autre tour de l'enceinte de Maximien dans la cour du musée Archéologique du Corso Magenta ;
- quelques segments de la muraille de Maximien dans le sous-sol d'un bâtiment de la via Montenapoleone ;
- les vestiges d'un bâtiment octogonal et de deux tours dans le cloître du monastère de San Vittore (actuel musée des sciences et des techniques Léonard de Vinci).

### Photographies

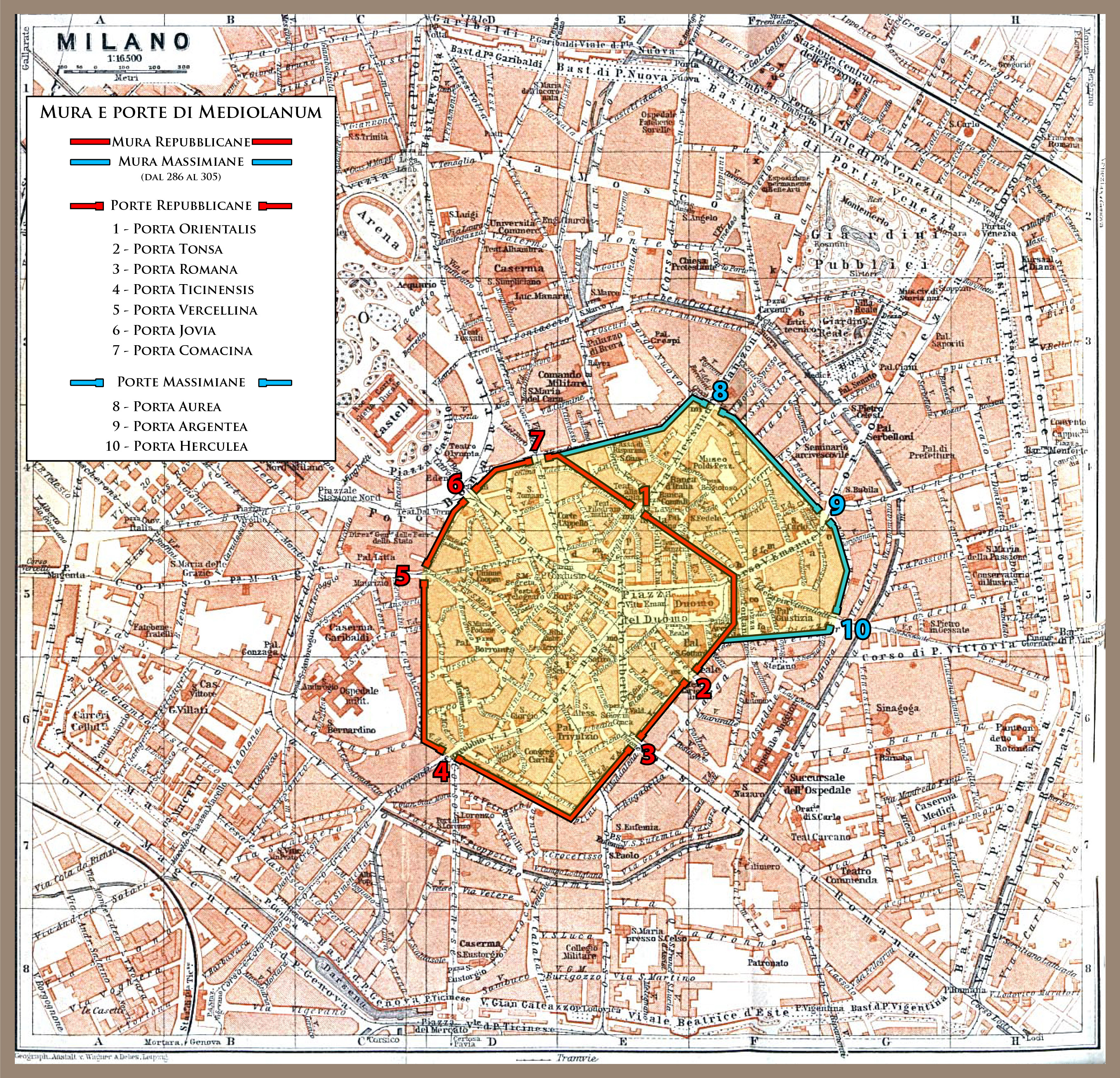
Carte des enceintes romaines (rouge : époque républicaine ; bleu : époque impériale
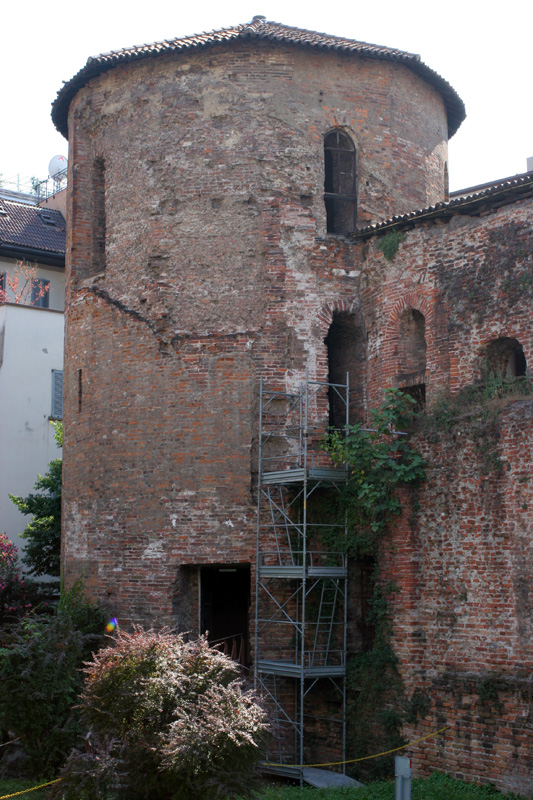
Tour de l'enceinte de Maximien Hercule dans la cour intérieure du musée archéologique de Milan

## L'enceinte médiévale

### Description
Les murailles médiévales furent élevées au XIIe siècle, dans le but principal de protéger la ville des fréquentes incursions de Fréderic Ier en Lombardie. Le tracé de cette enceinte correspond principalement à l'actuel Cerchia dei Navigli, boulevards circulaires entourant le centre historique.
Le chantier des fortifications débuta en 1156. Dans un premier temps, une douve profonde fut creusée et remplie par les eaux captées depuis les rivières Seveso et Nirone. Des palissades en bois furent ajoutées en complément et les vestiges des murailles antiques furent également probablement réutilisés.
Malgré ces ouvrages, Frédéric Ier rasa la ville en 1162.
Juste après cette mise à sac, la reconstruction des murailles, en pierre cette fois-ci, fut immédiatement entreprise. Cette nouvelle enceinte était de forme quasiment circulaire (le poète Bonvesin della Riva écrivit : « d'une rondeur admirable »), et percé de sept portes (Porta Ticinese, Porta Vercellina, Porta Giovia, Porta Comasina, Porta Romana, Porta Nuova et Porta Orientale) et d'environ dix poternes (dont la Pusterla dei Fabbri, Pusterla di Sant'Ambrogio, Pusterla delle Azze, Pusterla di San Marco, Pusterla Monforte, Pusterla Tosa, Pusterla di Sant'Eufemia, Pusterla della Chiusa).
Ces murailles furent en grande partie démolies entre le XVIe siècle et le XIXe siècle, et les douves converties en canaux.

### Vestiges
Plusieurs sections du mur d'enceinte médiéval subsistent, dont :
- au bout de la via Manzoni, la Porta Nuova, du XIIe siècle ;
- la Porta Ticinese ;
- des vestiges de la Porta Romana médiévale dans le sous-sol de deux bâtiments au croisement du Corso di Porta Romana et de la via Sforza ;
- un segment d'environ 20 m de muraille via San Damiano ;
- au 21 Corso di Porta Venezia, un fragment de bas-relief provenant de la Porta Orientale.

La Pusterla di Sant'Ambrogio, proche de l'église du même nom, est une reconstruction de la structure d'origine, réalise en 1939.

### Photographies

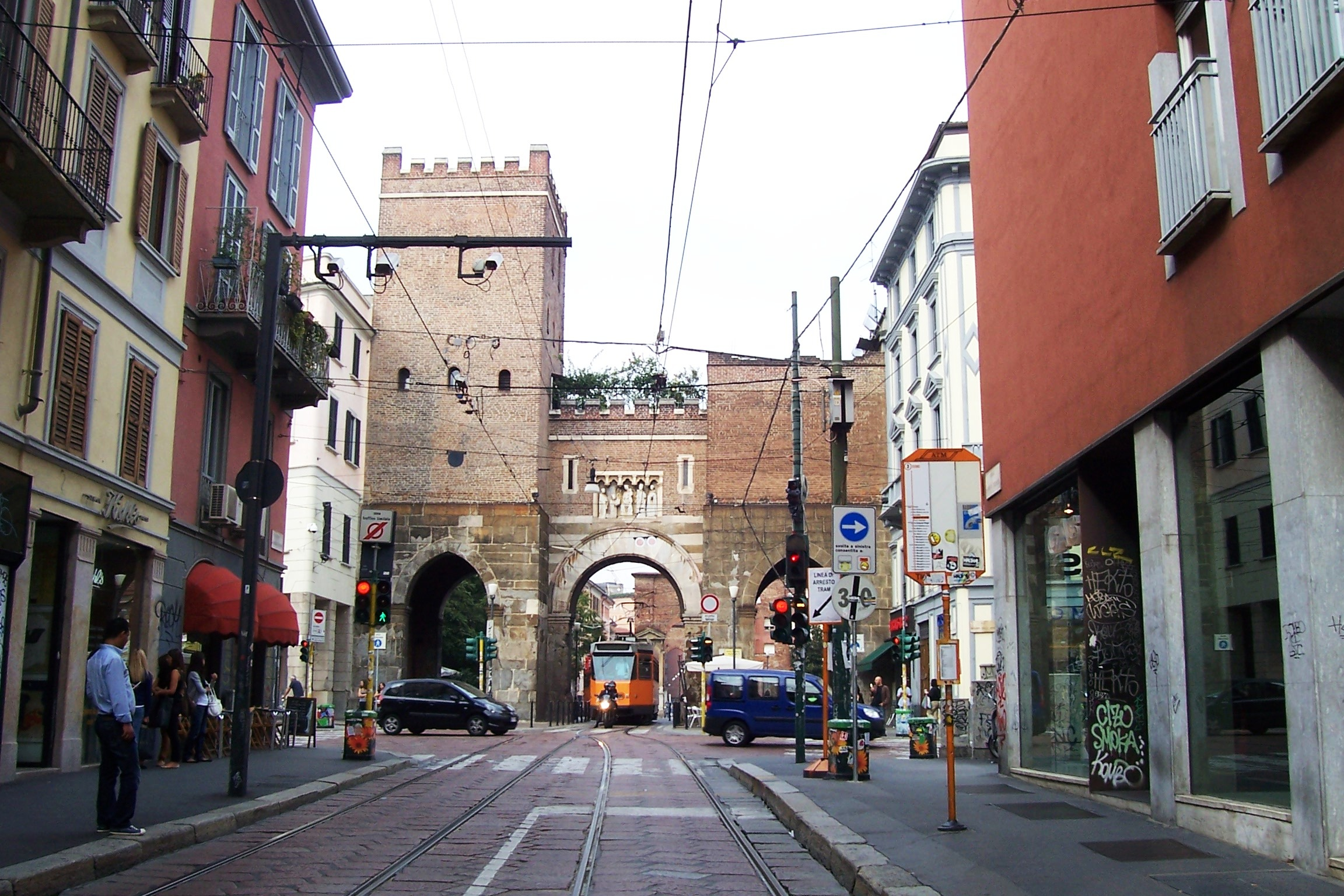
La Porta Ticinese, une des portes subsistantes de l'enceinte médiévale
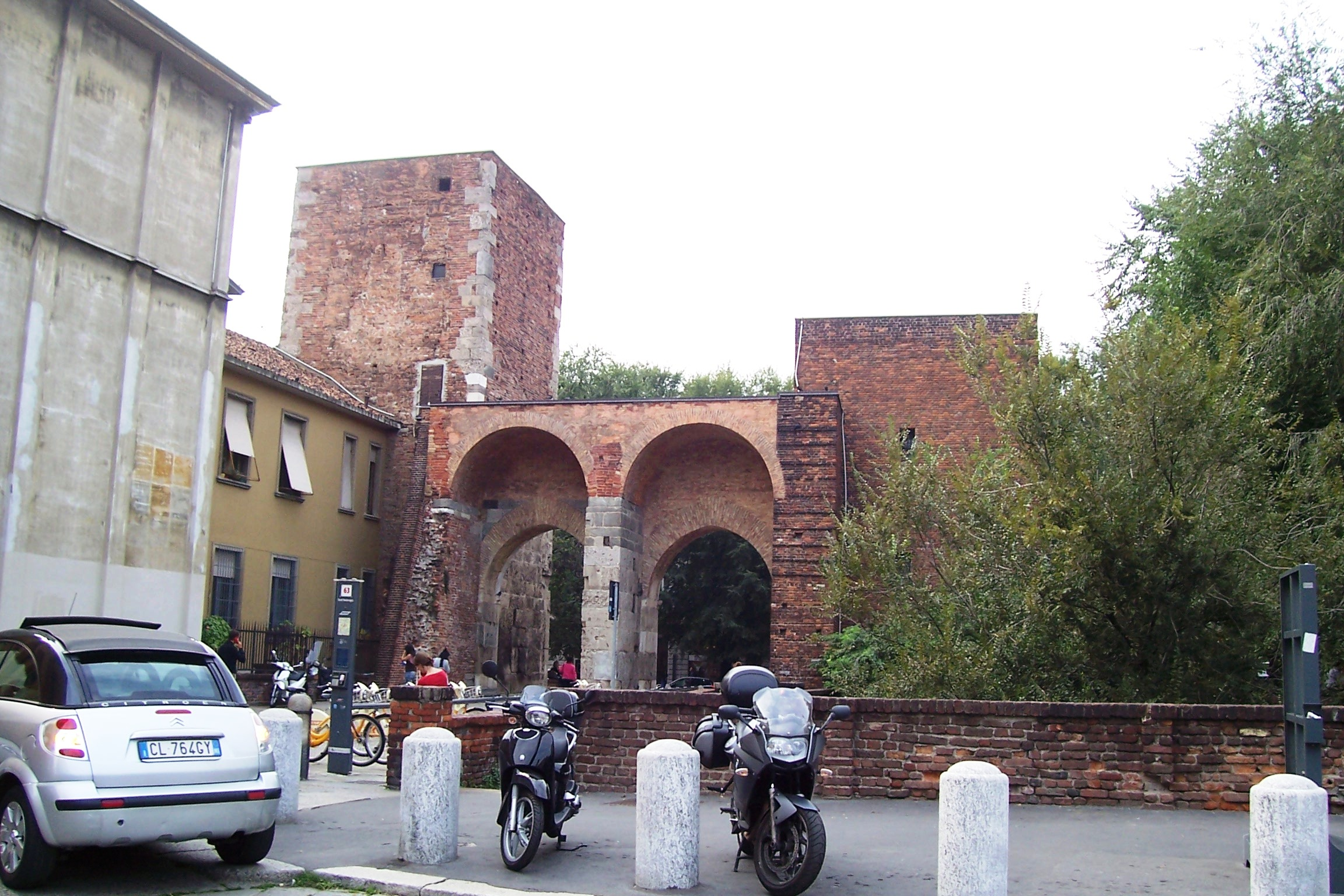
La Pusterla di Sant'Ambrogio (poterne)

## L'enceinte espagnole

### Description
L'enceinte appelée Mura Spagnole (les « Murailles Espagnoles ») fut construite de 1546 à 1560 sur ordre de Ferrante Gonzaga, gouverneur de la ville sous l'autorité espagnole. Elle couvrait un périmètre d'environ 11 km, bien plus vaste que celui de l'enceinte médiévale. Plusieurs sections de la muraille furent renforcées à l'aide des nombreux canaux qui entouraient la ville. Son tracé correspond à l'actuel Cerchia dei Bastioni.
Ces fortifications subsistèrent jusqu'au XIXe siècle, mais perdirent tout intérêt militaire au milieu du XVIIIe siècle. Elles furent alors transformées en une sorte de promenade panoramique par le gouverneur Gian Luca Pallavicini. Stendhal a décrit cette promenade dans son journal Rome, Naples et Florence : à cette époque, on pouvait voir le Duomo depuis n'importe quel point de la muraille. Sur la partie nord des murs, on pouvait à la fois contempler les Alpes (au nord) et la cathédrale (au sud).
La muraille comportait onze portes : la Porta Romana, Porta Tosa (désormais Porta Vittoria), Porta Orientale (renommée Porta Venezia en 1860), Porta Nuova, Porta Comasina (renommée Porta Garibaldi en 1860), Porta Tenaglia, Porta Sempione, Porta Vercellina, Porta Ticinese, Porta Lodovica et Porta Vigentina.
Lors de l'annexion de Milan par l'empire napoléonien, le gouverneur Francesco Melzi d'Eril ordonna la démolition des murailles et la reconstruction des portes. Les portes devaient en effet servir de postes de douane et leur architecture devait en conséquence refléter à la fois la grandeur de l'Empire et le rôle de Milan comme capitale du royaume d'Italie. En conséquence, la plupart des « portes » modernes de la cité sont situés à l'emplacement des anciennes portes espagnoles, mais ne datent que du XIXe siècle.

### Vestiges
Les vestiges les mieux conservés de l'enceinte espagnole se situent aux environs de la Porta Venezia, par exemple sur la Piazza Medaglie d'Oro, entre les Piazza Medaglie d'Oro et Piazza XXIV Maggio, et sur la Viale Vittorio Veneto (deux petits jardins sont implantés au sein de l'ancienne muraille).

### Photographies

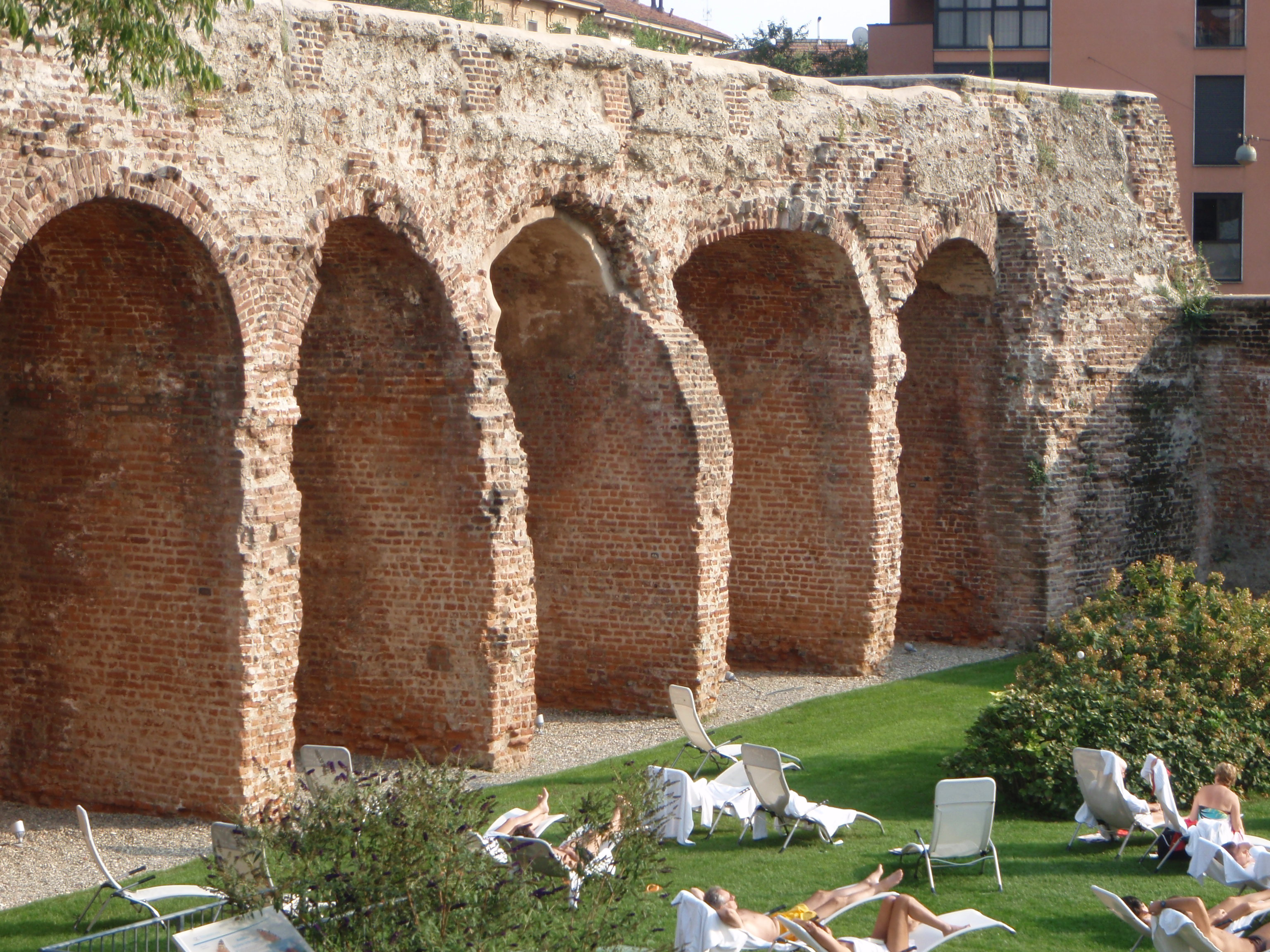
Muraille espagnole à proximité de la Porta Romana